# Eficiência produtiva

Um exemplo de FPP: os pontos B, C e D são todos produtivamente eficientes, mas uma economia em A não seria, porque D envolve mais produção de ambos os bens. O ponto X não pode ser alcançado.

A Eficiência produtiva ocorre quando a economia está operando na sua fronteira de possibilidades de produção (FPP). Isso acontece quando a produção de um bem é obtida ao menor custo possível, dadas a produção do(s) outro(s) bem(ns). Na qual operando dentro das restrições da tecnologia industrial atual não pode aumentar a produção de um bem sem sacrificar a produção de outro bem.
De forma equivalente, é quando a produção de um bem atinge seu nível máximo, dado o nível de produção do(s) outro(s) bem(ns). Sob o conceito ilustrado do exemplo de FPP, onde todos os pontos da curva são pontos de eficiência produtiva.
No equilíbrio de longo-prazo para mercados perfeitamente competitivos, isso é onde o custo médio está no ponto mais baixo na curva de custo médio.
Devido à natureza das empresas monopolistas, elas irão optar por produzir em níveis que maximizem o lucro e portanto não serão eficientes na produção porque o custo médio mais baixo não coincide com o ponto onde o lucro é máximo para a empresa.

A eficiência produtiva ocorre em equilíbrio competitivo no mínimo do custo total médio de cada bem, como o mostrado aqui.

## Medidas teóricas
As medidas de eficiência mais populares incluem a medida de Farrell (também conhecida como medida de Debreu-Farrell, uma vez que Debreu (1951) tem ideias semelhantes). Esta medida é também a recíproca da função distância de Shephard. Estes podem ser definidos com a orientação de entrada (fixar saídas e medir a redução máxima possível nas entradas) ou a orientação de saída (fixar entradas e medir a expansão máxima possível nas saídas).
Os mais populares para estimar a eficiência da produção são a análise por envoltória de dados e análise de fronteira estocástica.